# イタリアの気候
ここでは、イタリア共和国の気候の特徴とその分類について記述する。
イタリアの気候の特徴は、温暖で雨が少ない地中海性気候で、四季の区別がはっきりしていること。イタリアでは夏は日差しも強く乾燥し、冬に比較的雨が多くなる。細長い形をしたイタリア半島は、南北で気候に差が見られることも特徴である。

## イタリアの地域ごとの気候の大概
南北に細長いイタリア半島とその中央部に連なる山岳地帯およびイタリア北部のアルプスという地形的理由により、イタリアの気候は非常に多彩である。北部および中部地域の大部分では、亜熱帯気候と西岸海洋性気候となっている。ポー渓谷地域の気候は、顕著な西岸海洋性気候がみられ、厳しい冬と暑い夏が特徴である。イタリアの平均気温は、冬は 0℃（アルプス地域）から 12℃（シチリア島）、夏は 20℃から 30℃。
イタリア北西部の沿岸地帯に位置するリグーリア州とトスカーナ州およびほとんどの南イタリアは、典型的な地中海性気候となっている。温暖なイメージのあるイタリアだが、半島沿岸地域から離れた標高の高い山岳地帯へ行くと気象が大きく変わり、冬になるとヨーロッパ大陸から吹き込む冷たく湿った北風により、山間部ではかなり冷え込み、雪に覆われることも珍しくない。イタリアの沿岸地域の冬は暖かく穏やか冬になるが、低地の渓谷地域や盆地の夏は昼夜の気温差が大きく、日中は非常に高温になる。